# Juicio de términos
En lógica aristotélica el juicio de términos se concibe como una relación de dos términos, como atribución de un predicado a un sujeto, concebidos estos como conceptos que se unen en la afirmación y se separan en la negación. 

## Clases de términos
- Término equívoco es el que se dice de cosas enteramente diversas.
- Término ambiguo es el que expresa muchas cosas de las cuales se ignora cuál se quiere designar.
- Término obscuro es aquel que expresa muy poco o casi nada de lo que ha de ser objeto de nuestra atención.

## Propiedades de los términos
- Suposición o acepción de un término para alguna cosa.
- Apelación o sea la aplicación de un término sobre otro bajo una significación y modificación especial.
- Ampliación o la extensión de un término de menor a mayor significación.
- Restricción o sea la acepción de un término no en toda la amplitud de su significado.
- Enajenación o la acepción de un término no según su sentido propio, sino en el metafórico.

El juicio así concebido adquiere la forma S es P o S es no-P en un sentido de afirmación plena de contenido como juicio categórico.

## Tipos de juicios
El juicio aristotélico considera la relación entre dos términos: un Sujeto (S) y un predicado (P). Los términos pueden ser tomados en su extensión universal: abarca a todos los posibles individuos, el dominio de discurso, a los cuales pueda referirse el concepto, o en su extensión particular, cuando sólo se refiere a algunos. Los juicios por la extensión en la que es tomado el término sujeto, como criterio de cantidad, pueden ser:
- Universales: Todo S es P[4] o en símbolos {\displaystyle \forall x\in S:S(x)\rightarrow P(x)}
- Particulares: Algunos S son P[5] o en símbolos {\displaystyle \exists x\in S:S(x)\land P(x)}

Nótese aquí que los nombres propios tienen extensión universal; pues el uno, como único, equivale a un individuo que siendo único es, por eso, todos los posibles. La relación entre los términos puede ser asimismo:
- Afirmativos: De unión: S es P o en símbolos {\displaystyle S(x)\rightarrow P(x)}
- Negativos: De separación: S es no-P[7] o en símbolos {\displaystyle S(x)\rightarrow \neg P(x)}

Nótese que el predicado de una afirmación siempre tiene extensión particular, y el predicado de una negación está tomado en su extensión universal. Cuando un concepto, sujeto o predicado, está tomado en toda su extensión se dice que está distribuido; cuando no, se dice que está no distribuido. Según el criterio de cantidad y cualidad, resulta la siguiente clasificación de los juicios:
| Clase | Denominación          | Esquema              | Expresión / Ejemplo            | Extensión de los términos   |
| ----- | --------------------- | -------------------- | ------------------------------ | --------------------------- |
| A     | Universal Afirmativo  | Todo S es P          | Todos los hombres son mortales | S: Universal P: Particular  |
| E     | Universal Negativo    | Todos los S son no-P | Ningún hombre es mortal        | S: Universal P: Universal   |
| I     | Particular afirmativo | Algún S es P         | Algún hombre es mortal         | S: Particular P: Particular |
| O     | Particular Negativo   | Algún S es no-P      | Algún hombre no es mortal      | S: Particular P: Universal  |

## Los juicios y los razonamientos deductivos en la lógica tradicional
Los juicios de términos constituyen el fundamento de la posibilidad de los razonamientos mediante el establecimiento de relaciones entre los términos implicados en ellos; lo que constituye lo que Aristóteles consideró la forma fundamental del razonamiento deductivo: el silogismo.
Tanto la forma de los juicios como la forma de los silogismos hoy día se interpretan lógicamente según la lógica simbólica a partir del primer tercio del siglo XX.
El juicio aristotélico se interpreta como un enunciado que se formaliza como proposición y se simboliza como una  Fórmula bien formada o Expresión bien formada, (EBF), de un cálculo lógico entendido éste como lógica de clases. 
En la lógica actual el silogismo pierde su condición de categórico y se interpreta formalmente como relación hipotética entre clases.